# Jostein Wilmann
Jostein Wilmann (Viggja, 15 de juliol de 1953) va ser un ciclista noruec, que fou professional entre 1980i 1983. Els seus principals èxits esportius foren la victòria al Tour de Romandia i la Setmana Catalana de 1982.
La seva 14a posició final al Tour de França de 1980 és la millor assolida fins al moment per un ciclista noruec en aquesta cursa.
El seu fill Frederik també s'ha dedicat al ciclisme.

## Palmarès
- 1978 (amateur)
  - 1r de la Volta a Àustria
- 1979
  - 1r a la Volta a Renània-Palatinat
- 1980
  - 1r al Gran Premi Union Dortmund
- 1982
  - 1r al Tour de Romandia i vencedor d'una etapa
  - 1r a la Setmana Catalana
  - Vencedor d'una etapa de la Volta a Alemanya

### Resultats al Tour de França
- 1980. 14è de la classificació general
- 1981. 34è de la classificació general
- 1982. Abandona (17a etapa)

### Resultats al Giro d'Itàlia
- 1983. 13è de la classificació general